# عسلة
العَسَلَة  أو صَرِيمة الجَدي (باللاتينية: Lonicera) جنس من نباتات الزينة يتبع الفصيلة الخمانية. يضم هذا الجنس حوالي 180 نوعًا، منها مئة نوع يعود أصلها إلى الصين، بينما حوالي عشرين فقط موطنها في أوروبا أو أمريكا الشمالية.

## الوصف النباتي
أنواع هذا النبات معمرة ودائمة الخضرة.
الورقة جميلة نادرًا ما تتساقط، بيضوية الشكل متقابلة متصالبة مغطاة بأوبار على سطحها السفلي. النبات سريع النمو يزهر في الربيع والصيف وموسم أزهاره طويل قد يمتد إلى موسم الخريف. زهرته أنبوبية الشكل بيضاء سمنية تتحول إلى الأصفر وتتدلى ولها رائحة عطرية زكية وشديدة. للزهرة خمس بتلات متصلة عند قاعدتها ومنفصلة عند القمة، ولها خمسة مئابر. يتكاثر النبات بالعقل وبالترقيد وبالخلفات وتنصح زراعته في المناطق المعرضة للشمس. يزرع عادة قرب الأسوار والأسيجة.

## من أنواع العسلة
- العسلة الأوروبية (باللاتينية: Lonicera periclymenum)
- العسلة البرانسية (باللاتينية: Lonicera pyrenaica)
- العسلة البرتقالية (باللاتينية: Lonicera ciliosa)
- العسلة التوسكانية (باللاتينية: Lonicera etrusca)
- العسلة دائمة الخضرة (باللاتينية: Lonicera sempervirens)
- العسلة الزرقاء (باللاتينية: Lonicera caerulea)
- العسلة الشبكية (باللاتينية: Lonicera reticulata)
- العسلة الكندية (باللاتينية: Lonicera canadensis)
- العسلة المتدلية (باللاتينية: Lonicera prostrata)
- العسلة المكسيكية (باللاتينية: Lonicera pilosa)
- العسلة اليابانية (باللاتينية: Lonicera japonica)